# Mombaroccio

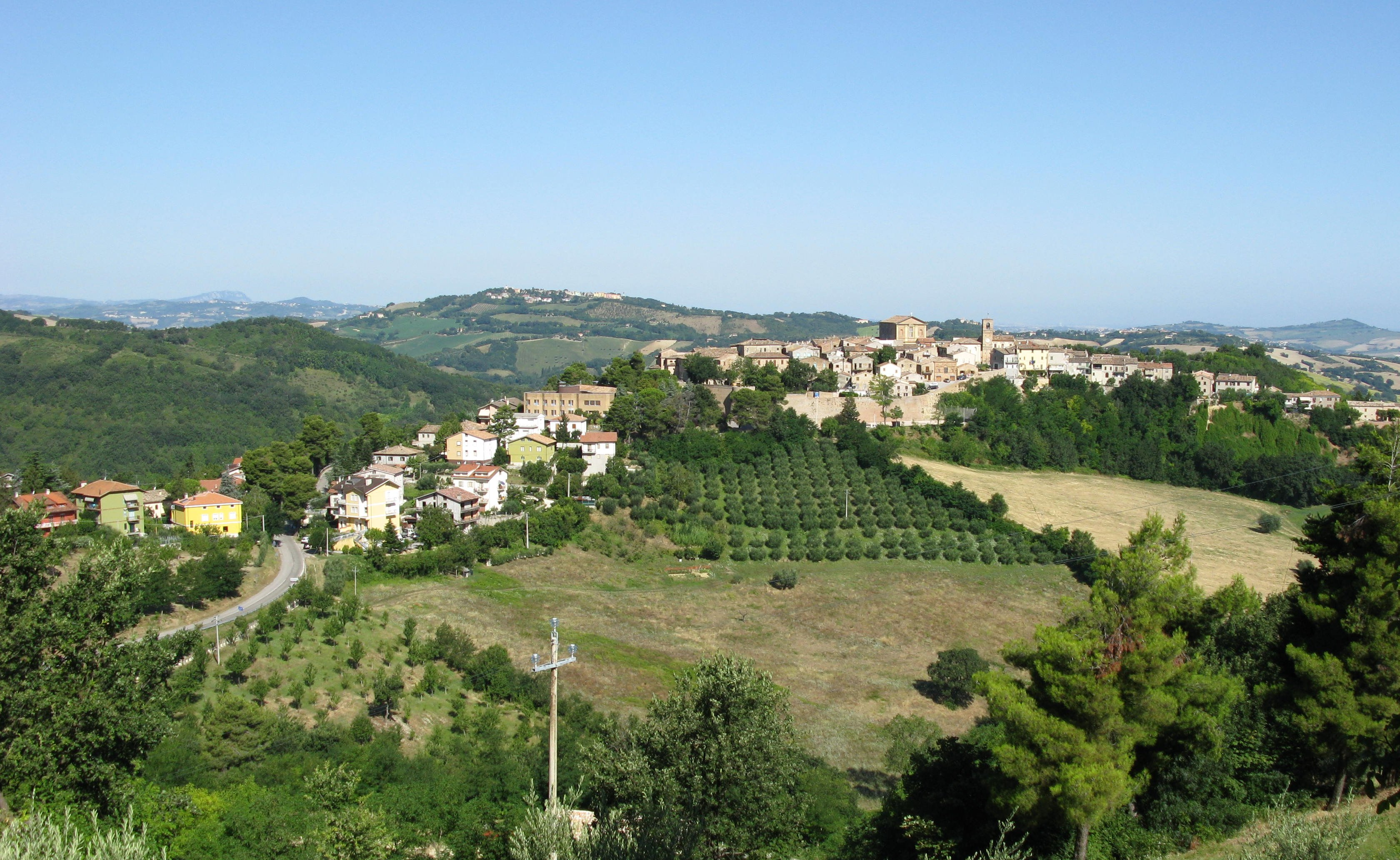
Blick auf Mombaroccio

Mombaroccio (im örtlichen Dialekt Mombaròcc) ist eine italienische Gemeinde (comune) mit 2091 Einwohnern (Stand 31. Dezember 2023) in der Provinz Pesaro und Urbino in den Marken. Die Gemeinde liegt etwa 13,5 Kilometer südsüdwestlich von Pesaro und etwa 19,5 Kilometer nordöstlich von Urbino.

## Kultur
Im Gemeindegebiet liegt der Convento del Beato Sante, der 1223 errichtet wurde.

## Persönlichkeiten
- Federico Barocci (1528–1612), Maler, möglicherweise in Mombaroccio geboren
- Guidobaldo del Monte (1545–1607), Naturwissenschaftler, in Mombaroccio gestorben